# Thyatirina achatina
Thyatirina achatina là một loài bướm đêm trong họ Noctuidae.